# 朱肱
朱肱（？—？），字翼中，號無求子，晚號大隱翁，北宋吳興（今浙江湖州）人。宋代中醫學家。

## 生平
朱服之弟。生卒年不詳。博學通儒，北宋元祐三年（1088年）進士，历官符雄州（今屬河北）防御推官，知邓州（今屬河南）录事。崇宁元年（1102年）日蝕，朱肱上疏言灾异，因忤旨罷官，退而釀酒著書。政和四年（1114年），起任医学博士。次年，因书写苏东坡诗而获罪，贬官达州（今四川达州）。政和六年（1116年），以朝奉郎提点洞霄宫，召还京师。人稱“朱奉議”。精研张仲景之《傷寒論》。有子朱遗直。

## 著作
著有《傷寒百問》，後又增補，改稱《南陽活人書》或《類證活人書》。另有《内外二景图》三卷，今佚。